# Wilhelm Bode (Politiker)
Wilhelm Benedict Sigismund Heinrich Bode (* 17. November 1812 in Helmstedt; † 24. Oktober 1883 in Braunschweig) war ein deutscher Richter und Politiker. Er saß im Reichstag (Norddeutscher Bund).

## Leben und Wirken
Bodes Eltern waren der Magistratsdirektor Wilhelm Bode und seine Ehefrau Caroline Franziska geb. Henke. Er besuchte das Martino-Katharineum Braunschweig und studierte 1829/30 Rechtswissenschaft in Braunschweig, 1831/32 an der Ruprecht-Karls-Universität Heidelberg und von 1832 bis 1834 an der Georg-August-Universität Göttingen. 1832 wurde er im Corps Brunsviga Göttingen aktiv. Er arbeitete nach dem Studium als Rechtsanwalt und wechselte später in den Verwaltungsdienst des Herzogtums Braunschweig. Nachdem er Verwalter des Amtes Calvörde und des Amtes Harzburg gewesen war, wurde er 1858 zum Kreisrichter in Braunschweig ernannt. 1867 wurde der Direktor des neuen Handelsgerichts in Braunschweig. Schließlich war er von 1879 bis 1882 Oberlandesgerichtsrat am Oberlandesgericht Braunschweig. Am 1. Januar 1883 trat er in den Ruhestand.
Sein Sohn Wilhelm von Bode wurde ein berühmter Kunsthistoriker und Museumsgründer. An ihn erinnert das Bode-Museum in Berlin. Der Sohn seiner Tochter Luise war der Historiker und Wolfenbütteler Archivar Paul Zimmermann.

### Kirche und Politik
- 1867 bis 1883 war er Deputierter, 1880 Vizepräsident und 1882 bis zu seinem Tod Präsident der Landessynode von Braunschweig.
- 1861 bis 1868 war Stadtverordneter in Braunschweig. Von 1861 bis 1883 war er Mitglied der Landesversammlung von Braunschweig und zeitweilig ihr Vizepräsident.
- Für den Reichstagswahlkreis Herzogtum Braunschweig 1 und die Nationalliberale Partei saß Bode 1867 im Konstituierenden Reichstag des Norddeutschen Bundes.[2] In der 1., 3. und 4. Wahlperiode des Reichstags (Deutsches Kaiserreich (1871–1874, 1877–1881) vertrat Bode den Wahlkreis 1 Braunschweig.[3] Dort gehörte er zur Fraktion der Nationalliberalen.[4]